# Poitislompolo
Poitislompolo är en sjö i Kiruna kommun i Lappland och ingår i Torneälvens huvudavrinningsområde. Sjön har en area på 0,217 kvadratkilometer och ligger 415,2 meter över havet. Poitislompolo ligger i Torne och Kalix älvsystem Natura 2000-område. Sjön avvattnas av vattendraget Riikasjoki.

## Delavrinningsområde
Poitislompolo ingår i det delavrinningsområde (757635-177053) som SMHI kallar för Inloppet i Jokujärvi. Medelhöjden är 420 meter över havet och ytan är 3,93 kvadratkilometer. Räknas de 3 avrinningsområdena uppströms in blir den ackumulerade arean 30,19 kvadratkilometer. Riikasjoki som avvattnar avrinningsområdet har biflödesordning 4, vilket innebär att vattnet flödar genom totalt 4 vattendrag innan det når havet efter 374 kilometer. Avrinningsområdet består mestadels av skog (22 procent) och sankmarker (68 procent). Avrinningsområdet har 0,42 kvadratkilometer vattenytor vilket ger det en sjöprocent på 10,8 procent.